# Solenopsis picta
Solenopsis picta es una especie de hormiga del género Solenopsis, subfamilia Myrmicinae.
Mide un poco más de un milímetro. Las obreras, a menudo, son de dos colores, a diferencia de otras especies relacionadas que son uniformemente oscuras. Se encuentra en México y al sureste de los Estados Unidos.